# Charlotte Boisjoli
Pour les articles homonymes, voir Boisjoli.
Charlotte Boisjoli (née le 12 juin 1923, et morte le 30 janvier 2001 à l'âge de 77 ans) est une actrice québécoise.

## Biographie
Écrivaine, comédienne et metteur en scène, Charlotte Boisjoli fait ses débuts avec la compagnie théâtrale la plus influente de l'époque, au Québec : « Les Compagnons de Saint-Laurent », fondée et dirigée par Émile Legault.
En carrière, elle joue tant sur la scène qu'à la radio et à la télévision et signe les mises en scène de plusieurs pièces de théâtre et d'opéras.
Dans les années 1950, elle prête sa voix à « Pépinot » dans les célèbres émissions télévisées pour enfants « Pépinot et Capucine » (1952-1953) puis « Pépinot » (1954-1957), dans lesquelles son frère Jean Boisjoli (1928-1992) assume les voix de PanPan (soi-disant « toujours le vainqueur ») et du sympathique Monsieur Brun (l'ours) et sa sœur Marie-Ève Liénard qui prête sa voix à « Capucine ». Après avoir fondé avec son époux Fernand Doré la Compagnie du Masque en 1952, Charlotte Boisjoli joue au Théâtre du Nouveau Monde. À la même époque, elle est de la plupart des téléthéâtres de Radio-Canada. Déjà elle y aborde des rôles de femmes passionnées. Son savoir et son désir de partager ses connaissances la poussent à devenir cofondatrice et directrice de l'École de théâtre ABC (1963-1972).
Sur ce même élan (de 1969 à 1971), elle est professeur d'interprétation à l'option théâtre du Collège Lionel-Groulx et chargée de cours de (1976 à 1979) à la faculté de musique de l'Université de Montréal. Elle enseigne l'art dramatique au sein de diverses institutions et rédige un mémoire de maîtrise en musicologie sur « Die Zauberflöte » (de Mozart).
À ses activités musicales s'ajoutent également ses expériences d'animatrice auprès de groupes variés, son travail de bénévole avec des individus mentalement handicapés. À partir de 1975 et pour de nombreux étés, elle monte pour un centre d'aide par le travail situé en France, un spectacle de marionnettes avec les jeunes de l'Œuvre d'Emmanuelle. Artiste engagée, elle participe aussi à certains organismes tels que le Comité d'aide aux personnes détenues en vertu de la Loi des mesures de guerre (Canada).
À la fin des années 1970, elle signe et publie de nombreuses nouvelles pour le magazine Châtelaine. En tant qu'auteur, elle écrit des poèmes et des chansons, réalise plusieurs adaptations radiophoniques pour Radio-Canada, écrit des nouvelles diffusées sur les ondes en 1981. Ces dernières sont reprises la même année aux éditions de La Pleine Lune, sous le titre « Le Dragon vert ».
En 1984, elle présente des exercices d'improvisation avec son livre « Dis-moi qui je suis » (chez Leméac), puis « La Chatte blanche » (aux Éditions de la Pleine Lune) et « Jacinthe », un récit (aux Éditions de l'Hexagone).
En 1987, Charlotte Boisjoli, devient secrétaire générale de la Fédération internationale des écrivains de langue française.
Elle est décédée le 30 janvier 2001, à l'âge de 77 ans. Son inhumation a eu lieu au Cimetière Notre-Dame-des-Neiges de Montréal.

## Ses mises en scène
Charlotte Boisjoli a signé de nombreuses mises en scène pour les compagnies de théâtre telles que : la Compagnie des Masque, le Centre d'art de Percé et (à Paris) le Théâtre du Vieux-Colombier.
Pour la faculté de musique de l'Université de Montréal, elle a signé les mises en scène de :
- Le Nozze di Figaro
- Pelléas et Mélisande
- Die Zauberflöte
- Amahl and the Night Visitors

## Publications
- La Chatte blanche, Édition de la Pleine Lune, 1981, 106 p.  (ISBN 978-2-8902-4017-9)[3]
- Dis-moi qui je suis : exercices d'improvisation, Leméac, 1984  (ISBN 2-7609-9977-7)
- Le Dragon vert, Édition de la Pleine Lune, 1983, 90 p.  (ISBN 978-2-8902-4023-0)[4]
- 13, rue de Buci, XYZ, Collection « Alibis », 1989, 78 p.  (ISBN 2-8926-1016-8)
- Jacinthe : récit, Édition l'Hexagone, 1991, 112 p.  (ISBN 2-8900-6379-8)

## Filmographie
- 1952 à 1954 : Pépinot et Capucine (série jeunesse)
- 1952-1957 : Pépinot (série jeunesse) : voix de Pépinot
- 1954-1960 : Les Mille et Une Nuits (série jeunesse) : voix
- 1957 : Le Survenant (série) : Mélodie Tourangeau
- 1957 : Le Colombier (série) : Solange
- 1958-1959 : Marie-Didace (série) : Mélodie Tourangeau
- 1959-1961 : En haut de la pente douce (série) : Pauline Chevalier
- 1961 : Sous le signe du lion (série) : Annette
- 1962-1963 : La Balsamine (série) : Monique Mathieu
- 1962 : Absolvo te (série) : Simone Cardin
- 1963-1967 : Septième nord (série) : Danielle Desgagné
- 1963 : Phèdre (téléfilm)
- 1970 : L'Amour humain
- 1977 : Monsieur Zéro (téléfilm) : la mère
- 1978 : Journal en images froides (téléthéâtre) : Mme Morin
- 1979 : Caroline (série) : Mme Gagnon
- 1980 : Ça peut pas être l'hiver, on n'a même pas eu d'été : Adèle Marquis
- 1981 : Les Fils de la liberté (mini-série) : Mère Bellerose
- 1984-1984 : Le 101, ouest, avenue des Pins (série) : Jeannette
- 1987 : Laurier (mini-série) : Reine Victoria
- 1987 : La Ligne de chaleur : la mère de Robert
- 1987 : Bonjour docteur (série) : Madeleine Lemieux
- 1991-1993 : Marilyn (feuilleton) : Émérentienne Bédard
- 1993 : Zero Patience : Maman
- 1995-1997 : Sous un ciel variable (série) : Adrienne Chevalier[5]
- 1996 : Virginie (feuilleton) : Jeannette Paré

## Source
- Généalogie du Québec et d'Amérique française

- Doré, Isabelle, Ramène-moi à la maison, mai 2022, Éditeur : Pleine lune - Collection: Plume , 320 pages,  (ISBN 9782890245877) (289024587X)